# Лоїк Ловаль
Лоїк Ловаль-Ландре (фр. Loïc Loval-Landré; 28 вересня 1981, Лонжюмо, Франція) — французький і гваделупський футболіст, нападник.

## Біографія

### Клубна кар'єра
Ловаль народився в передмісті Парижа — Лонжюмо, виріс у Еврі. Його батьки розлучилися і він переїхав зі своєю матір'ю і вітчимом в Гваделупу. Як гравець молодіжної збірної Гваделупи грав на турнірі у Франції, тоді кілька клубів виявили до нього інтерес.
У шістнадцятирічному віці перейшов до академії «Сошо». У клубі з Монбельяра провів п'ять сезонів, але за основний склад лише одного разу вийшов на заміну в кубку, решту часу проводячи в другій команді, а також один сезон в оренді за «Безансон».
У сезоні 2002—2003, після того, як 21-річному Ловалю не запропонували місця в основному складі клубу, він вирішив залишити рідний «Сошо», відігравши спочатку за «Валансьєна», де не потрапляв навіть до заявки на матчі, а згодом за «Серкль Брюгге», в якому провів лише два матчі.
У 2003 році завдяки виступам за «Серкль Брюгге» перейшов в нідерландський «Де Графсхап», в якому за два сезони провів 44 матчі і забив 8 м'ячів. У 2005 році пішов в клуб «Гоу Егед Іглс». У січні 2007 року підписав контракт з клубом «Утрехт».
На початку серпня 2010 року Ловаль уклав дворічний контракт з клубом «Ванн», який виступав у другому дивізіоні Франції. Після цього виступав за нижчолігові французькі клуби «Мюлуз» та «Орлеан», а у сезоні 2015/16 грав у аматорському чемпіонаті Франції за «Флері 91».

### Кар'єра в збірній
Ловаль дебютував за Гваделупу на Золотому кубку КОНКАКАФ в червні 2007 року в матчі проти Гаїті. Наступного року став бронзовим призером Карибського кубка 2008. Згодом брав участь і в Золотих кубках КОНКАКАФ 2009 та 2011 років.
Всього провів за збірну 22 матчі і забив 5 голів